# Ulrich III van Württemberg
Ulrich III (na 1286 - 11 juli 1344) was van 1325 tot 1344 graaf van Württemberg.
Ulrich was al tijdens de regeerperiode van zijn vader, graaf Everhard I, met de politiek bezig. In 1319 onderhandelde hij met koning Frederik de Schone een verbond, dat hij na zijn troonsbestijging vernieuwde nadat Württemberg zich tussentijds aan de zijde van Lodewijk IV had geschaard. Lodewijk en Frederik maakten in die tijd beiden aanspraak op de heerschappij in het Rijk. Dankzij een verzoening tussen beiden was Ulrich in staat ook na de dood van Frederik de Schone in 1330 met het Rijk verbonden te blijven. Dit en zijn regionale verbintenissen- en verwervingspolitiek droegen ertoe bij dat Ulrik het Württembergs grondgebied merkelijk kon vergroten. Naast verscheidene aanwinsten in de Elzas moet vooral de aankoop van Marktgröningen in 1336 en Tübingen in 1342 vermeld worden.
Ulrich was getrouwd met Sophie van Pfirt. Zonen uit dit huwelijk waren graaf Everhard II en de tot 1361 met hem samen regerende graaf Ulrich IV.